# Falcon 1
Le Falcon 1 (En français : Faucon 1) est un lanceur léger partiellement réutilisable développé et fabriqué par la société américaine privée SpaceX, ce qui en fait le premier lanceur produit intégralement avec des fonds privés. Entre 2006 et 2009, cinq lancements ont été effectués depuis la base de Kwajalein, mais seuls les deux derniers furent une réussite. Bien qu'initialement prévue, la récupération du premier étage réutilisable (et donc sa réutilisation) n’a jamais été tentée. Depuis, SpaceX a développé d’autres lanceurs comme le Falcon 5, finalement abandonné, puis le Falcon 9 possédant également un premier étage réutilisable pour une capacité d’emport largement supérieure au Falcon 1.

## Histoire
Elon Musk fonde SpaceX en 2002 avec comme objectif de réduire les coûts et d'améliorer la fiabilité de l'accès à l'espace d’un facteur de dix. Pour réduire les coûts, SpaceX mise sur la réutilisation du premier étage du lanceur. En 2009, alors que le Falcon 9 a déjà commencé son développement, la société met en service le Falcon 1, considéré comme une miniaturisation du Falcon 9. Il s’agit avant tout de tester les systèmes qui seront utilisés sur le Falcon 9. La fusée fait son premier vol d’essai en mars 2006, lequel se solde par un échec, tout comme les deux suivants en mars 2007 et août 2008. Ces événements ne remettent pas en cause la détermination de Musk d’avoir une place importante sur la scène spatiale. En septembre 2008, le lanceur parvient à placer un satellite sur orbite et réitère l’opération en juillet 2009. Depuis, tous les autres vols sont effectués avec le Falcon 9.

## Caractéristiques techniques

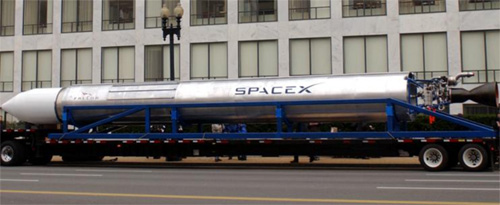
Le Falcon 1 sur son transporteur.

La fusée Falcon 1 a été conçue pour réduire le coût de lancement des satellites ainsi que pour mettre au point les composants du futur lanceur moyen Falcon 5, aujourd'hui remplacé par le Falcon 9 dont il partage les moteurs et l'avionique. Le premier étage doit être récupéré après une descente sous parachute pour être réutilisé, cependant le système n'a jamais été utilisé. Le second étage n'est quant à lui pas réutilisable. Le lanceur est long de 21,3 mètres et pèse 27,2 tonnes.

### Premier étage

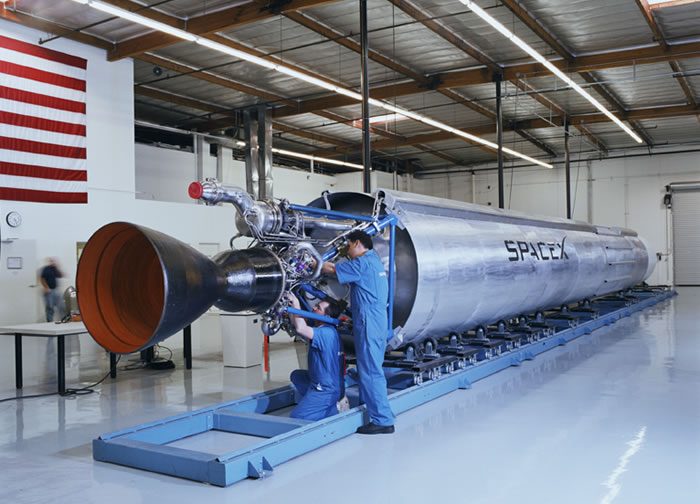
La Falcon 1 vue depuis le premier étage.

Long d’environ 12 mètres par 1,7 mètre de diamètre, le premier étage est réalisé en alliage d'aluminium 2219, même alliage que le "Standard Weight Tank" des premières navettes spatiales américaines. Le premier étage est assemblé par soudage par friction et est propulsé par un moteur-fusée Merlin 1A sur les 2 premiers vols, puis 1C (évolution du 1B n'ayant jamais volé), brûlant un mélange d'oxygène liquide et de RP-1 (une variante du kérosène). Ce moteur fournit une poussée de 318 kN,.
La structure peut être déplacée sans être pressurisée mais gagne en solidité structurelle quand elle l'est (comme le second étage de la fusée Atlas II qui ne peut lui ne pas être transporté sans pressurisation). L'indice structurel (rapport entre la masse à vide et la masse avec les réservoirs pleins) est le plus faible de tous les premiers étages de lanceurs existants.
Le premier étage a été conçu comme réutilisable et via une descente sous parachute et une récupération en mer, solution reprise par le lanceur léger Electron de Rocket Lab. Le système de parachute est fabriqué par la société Irvin Aerospace.

### Second étage
D’une longueur d’environ 6 mètres et d'un diamètre égal à celui du premier étage, le second étage est réalisé en alliage d'aluminium 2014, ayant des capacités dites "cryogéniques". L’étage contient deux réservoirs, un d’oxygène liquide (comburant) et l’autre de RP-1 (carburant), venant alimenter un propulseur Kestrel produisant une poussée de 30,50 kN pendant 395 secondes,.

### Coiffe
La coiffe possède un diamètre inférieur à celui des étages. En effet, la largeur de la coiffe est de 1,52 mètre, contrairement aux étages d’un diamètre d’environ 1,7 mètre. La coiffe a une hauteur totale de 3,44 mètres.

## Falcon 1e
Au début du deuxième trimestre de 2010, SpaceX planche sur la version 1e sur lanceur, possédant une capacité d’emport supérieure grâce au nouveau moteur-fusée Merlin  installé sur le premier étage. La coiffe est aussi agrandie, permettant d’accueillir des charges utiles de plus grandes tailles.
Le deuxième étage de cette version devait être fabriqué en alliage aluminium 2195, dont le ratio résistance/poids accroissait les capacités orbitales du véhicule.
Finalement, le projet fut abandonné car jugé non compétitif vis-à-vis du lanceur Falcon 5 alors en développement.

## Lancements
Cinq bases de lancement ont été proposées :
- Vandenberg Air Force Base, Californie, États-Unis (site 3W)
- Cap Canaveral, Floride, États-Unis (complexe de lancement 36)
- Îles Omelek, atoll de Kwajalein, îles Marshall (site de test Reagan)
- Kodiak Launch Complex, Alaska, États-Unis
- Wallops Island, Virginie, États-Unis

Seule la base sur l’île Omelek, ancien lieu d’essai de fusées et missiles par l’armée américaine jusqu'en 1996, a été retenue. Le site n'est plus utilisé actuellement et tous les autres vols de SpaceX, effectués par des Falcon 9 et Falcon Heavy, ont eu lieu depuis les bases de lancement de Cap Canaveral et Vandenberg.

## Historique de lancements
La date du vol inaugural de la fusée Falcon 1 a été repoussée à plusieurs reprises pour diverses raisons, notamment à cause des problèmes sur les moteurs. Programmé pour le 26 novembre 2005 sur l'atoll de Kwajalein, le lancement n'a lieu que le 24 mars 2006. La charge utile était le satellite FalconSat-2 (en) de l'Air Force Academy, destiné à la mesure des plasmas spatiaux. Le lancement est un échec : le lanceur est détruit environ une minute après le lancement.
Le deuxième tir  devait avoir lieu initialement à la base de Vandenberg, sans charge commerciale mais a lieu finalement le 21 mars 2007, après plusieurs reports, depuis la base de l'île d'Omelek dans l'atoll de Kwajalein. Le moteur du second étage s'éteint prématurément et la charge utile retombe sur Terre après avoir culminé à 320 km.
Le 3e vol a eu lieu le 3 août 2008 et s'est soldé lui aussi par un échec dû à la collision entre le premier et le second étage au moment de la séparation.
Le 4e vol du lanceur le 28 septembre 2008 fut un succès. C'est la première mise en orbite effectuée par un lanceur dont tous les composants ont été conçus avec des fonds privés.
Le 13 juillet 2009, Falcon 1 a mis sur orbite avec succès le satellite d'observation malaisien RazakSAT, lors de son 5e vol.
| Résultat | Résultat | Résultat | Vol n° | Date de lancement (UTC)  | Base de lancement                                         | Modèle   | Charge(s) utile(s)                      | Orbite           | Remarques | Récupération du premier étage |
| -------- | -------- | -------- | ------ | ------------------------ | --------------------------------------------------------- | -------- | --------------------------------------- | ---------------- | --- | ----------------------------- |
|          | ✕        |          | 1      | 24 mars 2006, 22h30      | Kwajalein                                                 | Falcon 1 | FalconSAT-2                             | -                | Report : Vol prévu le 26 novembre 2005, reporté le 24 mars 2006 du à des problèmes techniques sur le moteur-fusée. Échec : Perte de la fusée après 33 secondes de vol à la suite d'une panne du moteur-fusée. | Non tenté                     |
|          | ✕        |          | 2      | 21 mars 2007, 02h10      | Kwajalein Initialement prévu depuis la base de Vandenberg | Falcon 1 | DemoSat                                 | -                | Échec : Arrêt prématuré du moteur-fusée à 7 minutes 30 secondes après son lancement, orbite prévu non atteint.                                                                                                | Non tenté                     |
|          | ✕        |          | 3      | 3 août 2008, 03h34       | Kwajalein                                                 | Falcon 1 | Trailblazer PRESat NanoSail-D Explorers | -                | Échec : Collision du premier et deuxième étage à la suite de la poussée du premier étage. | Non tenté                     |
|          | ✓        |          | 4      | 28 septembre 2008, 00h15 | Kwajalein                                                 | Falcon 1 | RatSat                                  | Orbite terrestre | Succès : Première mise en orbite effectuée par un lanceur dont tous les composants ont été conçus avec des fonds privés.                                                                                      | Non tenté                     |
|          | ✓        |          | 5      | 13 juillet 2009, 04h35   | Kwajalein                                                 | Falcon 1 | RazakSAT                                | Orbite terrestre | Succès : Mise en orbite du satellite d'observation malaisien RazakSAT. | Non tenté                     |